# Мори (Италия)
Вижте пояснителната страница за други значения на Мори.
Мо̀ри (на италиански: Mori, на местен диалект: Mori, Мори) е град и община в Северна Италия, автономна провинция Тренто, автономен регион Трентино-Южен Тирол. Разположен е на 204 m надморска височина. Населението на общината е 9711 души (към 2010 г.).